# Exhort
Exhort, en el camp del dret i justícia, és una petició que fa un jutge a altre del mateix grau per notificar quelcom a quidam fora de la jurisdicció del primer i dintre de la del segon.
A tal petició s'hi pot negar aquest segon jutge sense que generi cap problema oficial, tan sols l'endarreriment del poder judicial de l'Estat i la possible incapacitat de finalitzar un cas de qualsevol mena.
Normalment, les persones civils que reben una notificació d'exhort són convocades com a testimonis, pel regular oculars, del fets; això no obstant, també poden ésser amb total normalitat denunciants o denunciats que, sense fugir de la justícia necessàriament, viuen fora del terme juridic (jurisdicció) del primer jutge.